# Jladri
Jladri is een bestuurslaag in het regentschap Kebumen van de provincie Midden-Java, Indonesië. Jladri telt 3068 inwoners (volkstelling 2010).